# Toshinosuke Ichimaru
Toshinosuke Ichimaru (市丸利之助?, Ichimaru Toshinosuke, accreditato anche come Rinosuke Ichimaru; Karatsu, 20 settembre 1891 – Iwo Jima, 26 marzo 1945) è stato un ammiraglio e aviatore giapponese della seconda guerra mondiale.
Dapprima pioniere, e poi pilota da caccia della Dai-Nippon Teikoku Kaigun Kōkū Hombu, il servizio aeronautico della Marina imperiale giapponese. Durante la seconda guerra mondiale comandò numerose unità aeree, partecipando alla Campagna di Guadalcanal. Nell'agosto 1944 assunse il comando delle forze della Marina imperiale presenti sull'isola di Iwo Jima, trovando la morte in combattimento contro i Marines statunitensi il 26 marzo 1945.

## Biografia
Nacque a Karatsu (Prefettura di Saga) il 20 settembre 1891 e si diplomò al ginnasio il 31 marzo 1910, per entrare nel corso dell'anno all'Accademia navale di Etajima. Terminò gli studi il 19 dicembre 1913 dopo essersi classificato al 46º posto su 118 cadetti ed ebbe il grado di guardiamarina: subito dopo l'Accademia si imbarcò sull'incrociatore corazzato Azuma, per passare l'11 agosto 1914 sull'incrociatore da battaglia Kongo; poi il 24 ottobre fu trasferito sull'incrociatore corazzato Izumo e il 1º dicembre fu promosso al grado di sottotenente di vascello. Il 26 maggio 1915 fu assegnato una seconda volta all'incrociatore corazzato Azuma, rimanendovi a bordo fino al 1º settembre 1916 per imbarcarsi nuovamente sul Kongo.
Il 1º dicembre iniziò a frequentare il Corso base alla scuola di artiglieria navale, per passare il 1 giugno 1917 a quello della Scuola siluristi. Appassionatosi al mondo dell'aviazione, il 1º dicembre dello stesso anno iniziò a frequentare il corso per allievi piloti della Marina imperiale giapponese e già il 1º gennaio 1918 fu assegnato, in qualità di pilota militare da caccia, al Gruppo Aereo basato a Yokosuka. Il 25 settembre 1919 passò al gruppo aereo imbarcato, destinato ad operare dalla nuova portaerei Hosho. Il 1º dicembre venne promosso tenente di vascello e divenne istruttore presso il Gruppo Aereo di Yokosuka; il 1 dicembre 1923 fu posto a capo del Gruppo Aereo di Ōmura e il 7 gennaio 1925 entrò in servizio presso il Gruppo Aereo di Kasumigaura. Il 1º dicembre dello stesso anno fu nominato al rango di tenente comandante.

### L'attività di istruttore di volo
Nel luglio 1926, durante un volo di prova su un caccia, fu coinvolto in un incidente che gli procurò gravissime fratture al femore e serie ferite sia al cranio che al volto. Per riprendersi ebbe bisogno di molto tempo ma rimase per sempre claudicante: durante i giorni del recupero lesse molti libri, dipinse immagini e scrisse poesie in giapponese e cinese classico, tanto da diventare un famoso poeta. Il 1 dicembre 1927 rientrò in servizio attivo come istruttore presso la Scuola di volo di Kasumigaura, poi nel novembre 1929 ritornò a Yokosuka, dove il 1 dicembre 1930 fu promosso comandante e divenne ufficiale istruttore. Tre anni più tardi, il 1º dicembre 1933, diventò ufficiale esecutivo presso il Gruppo Aereo di Sasebo e il 1º novembre 1934 fu aggregato allo Stato maggiore della 1ª Divisione portaerei. Il 25 maggio 1935 sempre in qualità di ufficiale esecutivo fu imbarcato sulla portaerei Kaga.

### La guerra sino-giapponese e la seconda guerra mondiale
Già il 15 ottobre fu destinato al Distretto di Guardia di Chinkai in Corea, del cui Gruppo Aereo assunse il comando il 1 ottobre 1936 ed esattamente due mesi più tardi fu elevato al rango di capitano di vascello. Il 15 novembre 1937 divenne comandante del Gruppo Aereo di Yokohama, quando una seconda guerra contro la Cina era già in atto da circa quattro mesi; mantenne questo incarico per un solo mese e il 15 dicembre ebbe il comando del 1º Distretto Navale, che abbandonò il 1º aprile 1939 per assumere il comando del Gruppo Aereo di Chichi Jima. Il 6 novembre cambiò nuovamente unità e fu messo al comando del 13º Gruppo Aereo.
Partecipò poi alla guerra sul continente asiatico coordinando i bombardamenti sulla città di Wuhan. Il 15 novembre 1940 passò al comando del Gruppo Aereo di Suzuka e il 1 maggio 1942 fu promosso al grado di contrammiraglio. Inviato nel teatro bellico dell'Oceano Pacifico meridionale, prese parte alla battaglia delle Salomone Orientali e ai successivi combattimenti della lunga ed estenuante campagna di Guadalcanal al comando della 1ª Forza d'Attacco che subì pesanti perdite, tanto che al 24 settembre il reparto era rimasto con i soli bombardieri Mitsubishi G4M "Betty" del Kanoya Kokutai.
Il 1 settembre dello stesso anno assunse il comando della 21ª Flottiglia aerea, ma nel 1943 fu richiamato in Giappone, dove il 15 novembre divenne comandante del 13º Gruppo aereo imbarcato. Il 5 agosto 1944 fu trasferito presso lo Stato maggiore della 3ª Flotta aerea e il giorno 10 assunse il comando della 27ª Flottiglia aerea basata sull'isola di Iwo Jima, a sud dell'arcipelago metropolitano.

### La morte nella battaglia di Iwo Jima
Sbarcò sull'isola il 10 agosto, in sostituzione del contrammiraglio Sadaichi Matsunaga che era in disaccordo con il comandante della guarnigione, generale Tadamichi Kuribayashi, circa la strategia difensiva da adottare; nei giorni successivi iniziarono ad arrivare a scaglioni i 2.126 marinai, aviatori e fanti di marina ai suoi ordini. Quando tutti gli aerei della sua flottiglia andarono persi nei bombardamenti preliminari statunitensi, egli decise di porre le proprie truppe sotto il comando di Kuribayashi. Egli non condivideva la strategia difensiva di Kuribayashi, che prevedeva una difesa in profondità; avendo preferito contrastare subito gli sbarchi, combattendo sulle spiagge e difendendo il campo d'aviazione di Minamiburaki. Nonostante le divergenze di vedute con il comandante in capo, i suoi uomini  collaborarono attivamente alla difesa e costruirono 135 casematte.
Quando gli sbarchi statunitensi ebbero inizio il 19 febbraio, egli aveva al suo comando 7.347 uomini della marina imperiale. Il 17 marzo, verso la fine della feroce battaglia, si credette che fosse morto e fu promosso quindi al rango postumo di viceammiraglio, ma è certo che il giorno dopo condusse un disperato attacco alla testa degli ultimi sessanta fanti di marina, riuscendo in qualche modo a sopravvivere alla carica banzai. Secondo alcune fonti l'ammiraglio Ichimaru venne ucciso da una raffica di mitragliatrice il 26 marzo, mentre cercava di abbandonare la grotta in cui si era rifugiato. Sul suo corpo fu rinvenuta una lettera scritta qualche giorno prima e indirizzata al Presidente statunitense Franklin Delano Roosevelt, in cui Ichimaru giustificava la decisione del governo giapponese di entrare in guerra come reazione alla politica messa in atto dagli Stati Uniti che, a suo dire, aveva costretto il Giappone all'offensiva. La lettera fu pubblicata sul New York Herald Tribune l'11 luglio ed è attualmente conservata presso l'U.S. Naval Academy di Annapolis, nel Maryland.

### La spada ritrovata

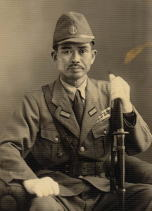
Il contrammiraglio Ichimaru e la sua spada.

All'epoca della battaglia di Iwo Jima, l'ammiraglio portava alla cintola la spada di famiglia, un'eccellente lama risalente al periodo Edo: tali spade erano state concepite per essere l'anima del Samurai ed egli aveva fatto modellare la propria katana sul modello di quest'arma, usandola fino all'ultimo giorno di vita. Secondo la testimonianza della figlia Haruko la spada gli aveva salvato la vita tre volte; la prima fu a bordo di un aereo, colpito da un proiettile che rimbalzò contro la parte inferiore della spada senza ferirlo. La lama fu spezzata, ma Ichimaru la fece rifondere e riparare da un fabbro specializzato. Durante i combattimenti a Iwo Jima tenne sempre con sé la sua spada, ma quando il suo corpo fu ritrovato al termine dell'attacco essa scomparve. Non si ebbero notizie circa la sciabola e nella concitazione della battaglia il corpo dell'ammiraglio andò perso per sempre, destino condiviso dalla salma del generale Kuribayashi.
Passati vent'anni dalla battaglia furono pubblicati negli Stati Uniti molti libri su Iwo Jima; in uno di questi, Iwo Jima di Richard F. Newcomb, pubblicato a New York nel 1965, si trovava un'annotazione sulla spada di Ichimaru. Un professore di storia, che aveva partecipato agli scontri, lesse il libro e si chiese se la spada che aveva comprato per 25 dollari come souvenir di guerra nel New Jersey molti anni prima non potesse essere quella dell'ammiraglio. Effettuò successive ricerche per identificare la spada, che ne comprovarono l'origine: era proprio quella di Ichimaru. Fu riportata in Giappone per merito di un veterano di guerra giapponese che aveva visitato New York: la NHK TV organizzò un incontro e la spada fu restituita alla moglie dell'ammiraglio, Sueko, la quale volle donare la spada al museo del castello di Karatsu per esporla al pubblico. Purtroppo avvenne un furto nel museo e la spada fu rubata insieme ad altri oggetti in mostra; Sueko si spense poco dopo il furto, ma circa tre anni dopo un medico comprò una spada presso un negozio di antiquariato e, notandone le particolarità, la fece esaminare. L'arma venne riconosciuta come la spada di Ichimaru e fu restituita alla famiglia, dove tuttora si trova.

### Annotazioni
1. ↑  Secondo la testimonianza della figlia, Haruko Ichimaru, impiegò tre anni tra interventi chirurgici e riabilitazione.
2. ↑  Le forze aeree giapponesi disponevano a quel tempo, nella zona tra Rabaul e Kavieng, di circa quarantotto caccia Mitsubishi A6M2 modello 21, ventinove A6M3 modello 32, cinque cacciabombardieri Aichi D3A "Val", cinque ricognitori Mitsubishi C5M2, un singolo Nakajima J1N1-C, sessantadue bombardieri Mitsubishi G4M, cinque idrovolanti Kawanishi H6K "Mavis" e un solo Kawanishi H8K "Emily".
3. ↑  È da ricordare che egli non era tenuto a farlo finché non fossero cominciati gli sbarchi, come prevedevano i regolamenti in vigore all'epoca.
4. ↑  Ichimaru era consapevole che non sarebbe tornato vivo da Iwo Jima e aveva preparato la famiglia alla sua morte. Alla figlia maggiore Haruko aveva scritto che la sua sciabola, unica nel suo genere, avrebbe indicato alla famiglia dove si trovava il suo corpo.

### Fonti
1. 1 2 3 4 5 6 7 8 9  Tucker 2011, p. 370.
2. 1 2 3  (EN) Kent G. Budge, The Pacific War Online Encyclopedia: Ichimaru Toshinosuke, su pwencycl.kgbudge.com. URL consultato il 14 gennaio 2014.
3. 1 2 3  Lundstorm 2009, p.
4. ↑  O'Rourke 2005, p. 193.
5. ↑  Ross 1985, p. 343.
6. ↑  Burrell 2006, p. 44.
7. 1 2  Kakehashi 2009, p. 67.
8. 1 2  Burrell 2006, p. 45.
9. ↑  Gatchel 2012, p. 147.
10. ↑  Wiest, Mattson 2001, p. 222.
11. ↑  Toland 1970, p. 669.
12. 1 2  Toland 1970, p. 921.
13. 1 2  Newcomb, Richard F. Iwo Jima, Rinehart and Winston, Inc., New York, 1965.